# Jonne Järvelä

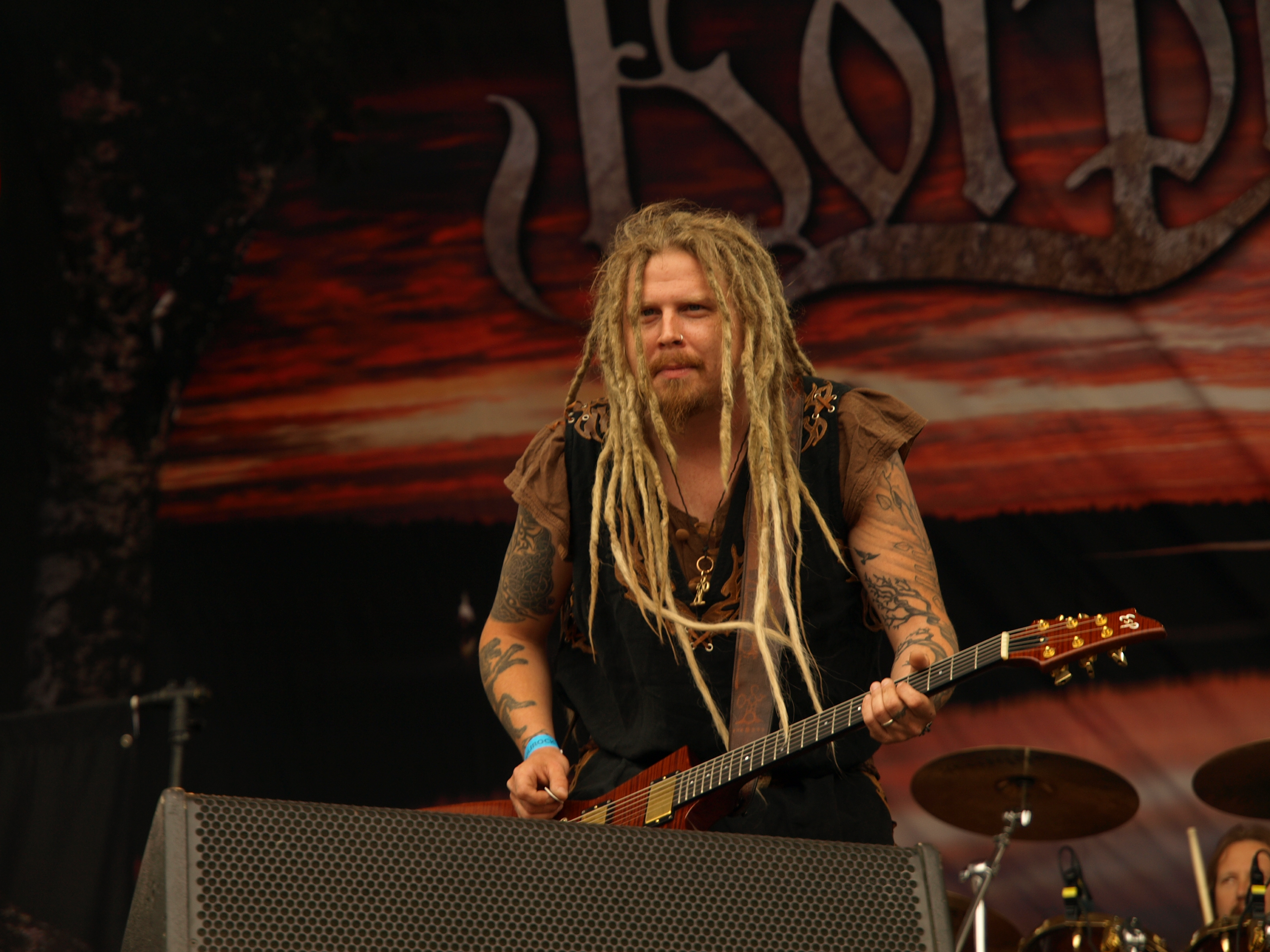
Jonne Järvelä op Myötätuulirock 2011

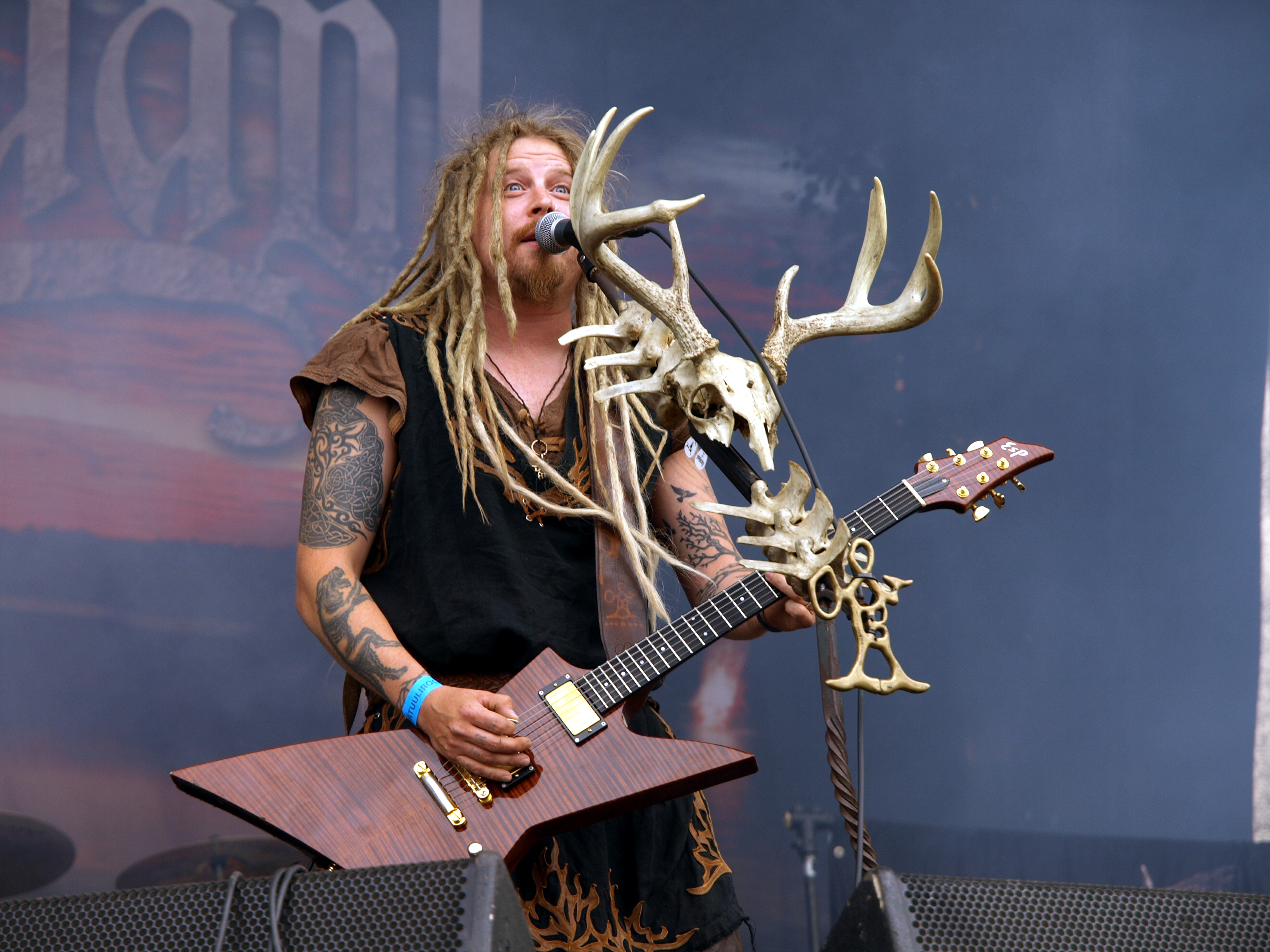
Jonne Järvelä

Jonne Jari Juhani Järvelä (Lahti, 3 juni 1974) is een Finse gitarist, zanger en componist. Hij is vooral bekend als oprichter en frontman van de folkmetalband Korpiklaani.

## Volksmuziek
Järvelä werd geboren in Zuid-Finland als zoon van Raimo Järvelä. Hij groeide op in Vesilahti, waar hij in 1988 met vrienden zijn eerste band oprichtte. In 1993 verhuisde Järvelä voor vijf jaar naar de gemeente Kittilä in de omgeving van Levi, in het Finse deel van Lapland, waar hij vanaf 1993 samen met zijn vriendin Maaren Aikio als zanger en gitarist van het Shamaani-duo optrad in het skigebied Hullu Poro. De muziek van het duo werd grotendeels bepaald door de cultuur en volksmuziek van het Sámi-volk. Door een afnemende interesse in metal had Järvelä al zijn op metal gerichte apparatuur verkocht. In het Shamaani-duo richtte hij zich als akoestische gitarist volledig op Finse volksmuziek.

## Joiktechniek
Järvelä maakte kennis met de joik, een traditionele zangstijl van de Sami, tijdens een verblijf in Lapland. Deze vocale techniek, die kenmerkend is voor de inheemse bevolking van het noordelijk deel van Scandinavië, heeft een belangrijke invloed gehad op zijn muzikale ontwikkeling.
In een interview met het webzine Vampster in 2005 beschreef hij op anekdotische wijze hoe hij zijn eigen joikstijl ontwikkelde tijdens een periode van isolement in het Finse bos:
"Toen ik in Lapland woonde, woonde ik echt midden in het bos. De dichtstbijzijnde winkel was 80 kilometer van mijn huisje, dus ik kon maar één keer per week boodschappen doen. Je moest dan de hele voorraad bier voor een week in één keer kopen, dat was meestal voor de volgende ochtend opgebruikt. Zo heb ik mijn joiktechniek gevonden. Ik zat op de rots met honderd flessen bier en probeerde met de wolven te praten die van een afstand te horen waren."
Gedurende deze periode voorzag Järvelä deels in zijn levensonderhoud door middel van jacht.

## Folkmetal
Vanaf 1998 richtte Järvelä zich op folkrock en folkmetal, waarbij hij elementen van traditionele Finse muziek combineerde met moderne metal. Aanvankelijk trad hij op onder de naam Shamaani Duo, samen met zangeres Maaren Aikio, maar dit project evolueerde al snel naar de band Shaman. Binnen deze formatie trad Järvelä op als gitarist en zanger, en componeerde hij eigen werk waarin hij gebruik maakte van de joiktechniek.
De eerste jaren waren echter moeizaam; de combinatie van folk en metal werd binnen de metalscene en het bredere publiek nog niet algemeen geaccepteerd. In een interview met het Duitse Legacy Magazine in 2006 verklaarde Järvelä:
"Toen ik begin jaren 90 folk met rock begon te spelen, keken mensen me aan alsof ik een idioot was. En dat zou de eerste tien jaar zo blijven. Het was moeilijk om een folkmetalman te zijn in de jaren 90 omdat de hele wereld die verdomde 'Eurotechnorap'-shit gewoon wilde horen. Maar toch waren de negentiger jaren een warme tijd."
Ondanks de aanvankelijke scepsis bleef Järvelä zijn muzikale visie volgen, wat uiteindelijk zou leiden tot de oprichting van Korpiklaani in het begin van de jaren 2000.

## Samenwerkingen en gastoptredens
In 2001 werkte Järvelä als gastzanger mee aan het album Jaktens tid van de Finse folkmetalband Finntroll, waarop hij de joikzang verzorgde. Naar eigen zeggen werd hij sterk beïnvloed door de concerten en de muziek van Finntroll tijdens de aansluitende tour.
Na tien jaar het enige permanente lid te zijn geweest van de band Shaman, ontbond hij deze formatie in 2003 en richtte hij een nieuwe band op met een nadrukkelijkere metalinvloed onder de naam Korpiklaani.
In de jaren daarna bleef Järvelä actief als gastmuzikant bij verschillende internationale folkmetalprojecten. In 2008 verleende hij zijn medewerking aan het album Beheading the Liars van de Argentijnse Keltische metalband Skiltron, waar hij als gastzanger te horen is. Drie jaar later werkte hij mee aan het album Igeret van de Hongaarse folkmetalband Dalriada, dat werd uitgebracht op 18 februari 2011.
In 2012 was hij te horen op het nummer A Thousand Eyes van het album Guten Tag van de Duitse paganmetalband Varg. In het voorjaar van 2013 volgde een nieuwe samenwerking met Skiltron, waarbij hij achtergrondzang verzorgde op het nummer The Rabbit Who Wanted to Be a Wolf van het album Into the Battleground.

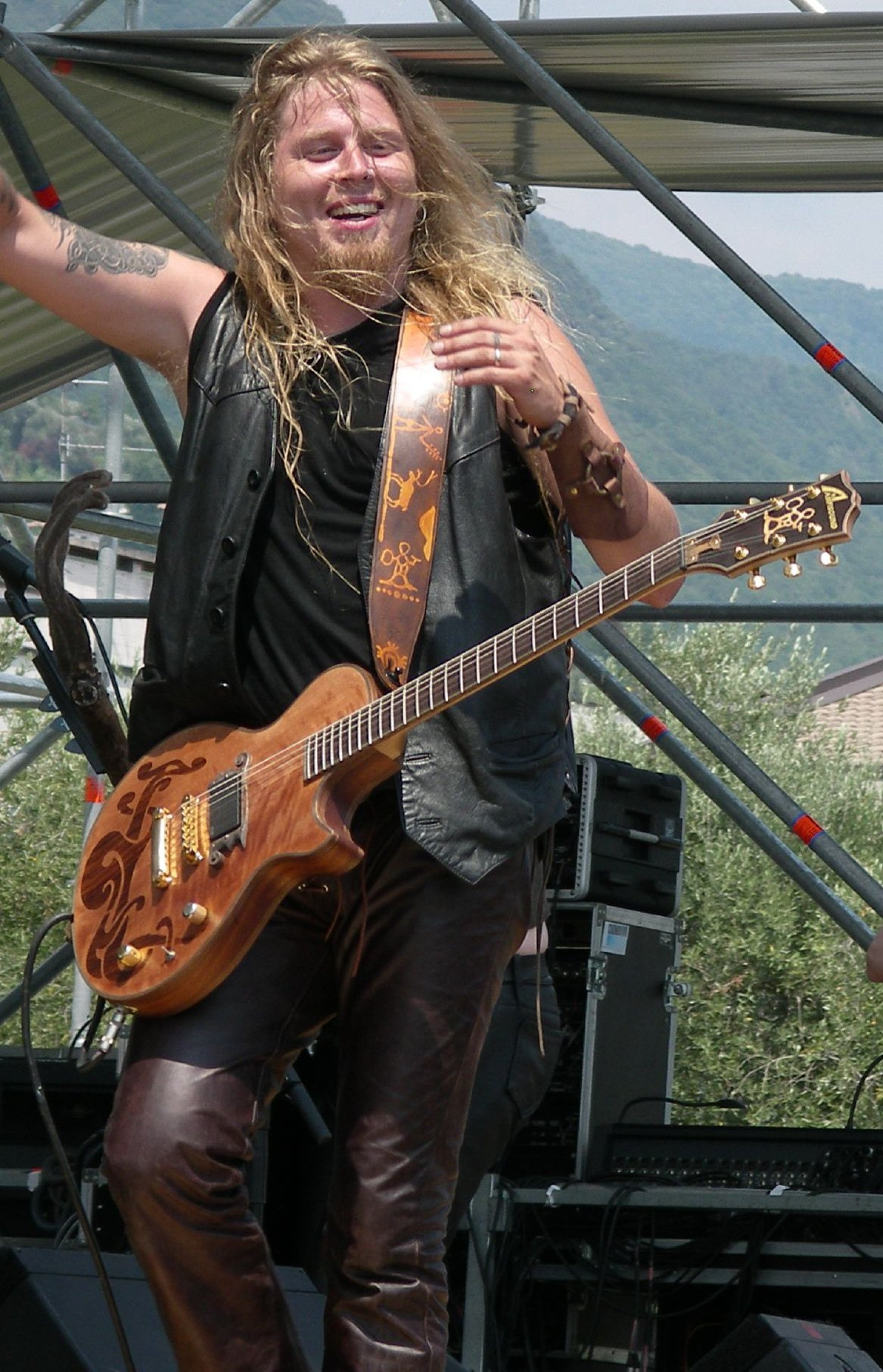
Järvelä met zijn Amfisound Les Paul

## Instrumenten
Sinds circa 2004 speelt Järvelä voornamelijk op handgemaakte gitaren van het Finse merk Amfisound. Tot 2007 gebruikte hij een Les Paul-model met houtafwerking en rankmotieven. Van 2007 tot 2009 speelde hij op een model in Randy Rhoads-stijl. Vanaf het album Karkelo gebruikt hij weer gitaren van ESP, doorgaans in Explorer-model.

## Privéleven
Järvelä woonde enige tijd in het district Metsämaa van de stad Loimaa, op ongeveer twee uur rijden van steden als Tampere, Lahti en Helsinki. Hij heeft meerdere kinderen; zijn oudste zoon werd geboren tijdens zijn verblijf in Lapland. Järvelä verdient zijn inkomen volledig met muziek.

## Discografie

### Met het Shamaani-Duo
- 1996 – Hunka Lunka

### MetShaman
- 1998 – Ođđa mailbmi (demo)
- 1999 – Idja (Natural Born Records)
- 2002 – Shamániac (Natural Born Records)

### MetKorpiklaani

#### Albums
- 2003 – Spirit of the Forest (Napalm Records)
- 2005 – Voice of Wilderness (Napalm Records)
- 2006 – Tales Along This Road (Napalm Records)
- 2007 – Tervaskanto (Napalm Records)
- 2008 – Korven Kuningas (Nuclear Blast)
- 2009 – Karkelo (Nuclear Blast)
- 2011 – Ukon wacka (Nuclear Blast)
- 2012 – Manala (Nuclear Blast)
- 2015 – Noita (Nuclear Blast)
- 2018 – Kulkija (Nuclear Blast)
- 2021 – Jylhä (Nuclear Blast)

#### Singles
- 2008 – Keep On Galloping (Nuclear Blast)
- 2009 – Vodka (Nuclear Blast)
- 2010 – Ukon Wacka (Nuclear Blast)

### Soloalbums
- 2014 – Jonne
- 2017 – Kallohonka

### Gastbijdragen
- 2001 – Jaktens Tid (Finntroll) (gastzang)
- 2008 – Beheading the Liars (Skiltron) (gastzang)
- 2011 – Ígéret (Dalriada) (gastzang)
- 2012 – A Thousand Eyes (Varg) (gastzang)
- 2012 – Humppa Is My Neighbour (Troll Bends Fir) (gastzang)